# 27 de novembre
El 27 de novembre o 27 de santandria és el tres-cents trenta-unè dia de l'any del calendari gregorià i el tres-cents trenta-dosè en els anys de traspàs. Queden 34 dies per finalitzar l'any.

## Esdeveniments
Països Catalans
- 1896 - Madrid: S'estrena Terra Baixa, d'Àngel Guimerà. Fou en la versió castellana, de José de Echegaray, al Teatro Español de Madrid, amb la companyia Guerrero-Mendoza.[2]
- 1923 - Barcelona: Estrena al Teatre Romea, de Barcelona, d'El barret de cascavells, la traducció de Josep Maria de Sagarra de Il berretto a sonagli, amb la qual el teatre de Pirandello arribava a Catalunya.
- 1977 - Barcelona: Es clausura el Congrés de Cultura Catalana i es publica el Manifest de la Cultura Catalana.[3]

Resta del món
- 25, Xina Imperial: Luoyang és declarada capital de la Dinastia Han per l'Emperador Liu Xiu.
- 176, Imperi Romà: l'emperador Marc Aureli concedeix al seu fill Còmode el rang d'Imperator i comandant suprem de les legions romanes.
- 395, Constantinoble, Imperi Romà: mercenaris gots sota comandament de Gaines assassinen el prefecte pretorià de l'est, Rufí.
- 399, Vaticà, Roma: el conclave proclama el papa Anastasi I.
- 1912: França i Espanya signen un conveni, pel qual el primer reconeix al segon una zona d'influència en el nord del Marroc en la qual s'establirà un protectorat.
- 2004, Kíev, Ucraïna: les negociacions entre els representants del govern i de l'oposició fan que el parlament ucraïnès declari nuls els resultats electorals del dia 21.
- 2004, Guadalajara (Mèxic): Pasqual Maragall hi inaugura la Fira del Llibre que, sota els auspicis de l'Institut Ramon Llull, té la cultura catalana com a convidada d'honor; la visitaran unes 450.000 persones.

## Naixements
Països Catalans
- 1810 - Moià: Gervasi Costa i Llobateras, divulgador científic i sacerdot (m. 1851).
- 1873 - Barcelona: Jeroni Zanné i Rodríguez, poeta i escriptor modernista (m. 1934).
- 1898 - Barcelona: Marià Manent i Cisa, poeta, prosista, crític literari, memorialista, traductor i activista cultural català (m. 1988).
- 1900 - València: Empar Navarro i Giner, mestra i política valenciana (m. 1986).[4]
- 1909 - Barcelona: Irene Polo, periodista, publicista i representant teatral catalana (m.1942).[5]
- 1920 - Barcelona: Josep Maria Andreu i Forns, poeta català i reconegut autor de lletres de cançons lligat a la Nova Cançó i a la cançó en català posterior (m. 2014).
- 1924 - Girona: Isabel Oliva i Prat, mestra i poeta.[6]
- 1930 - Barcelona: Antoni Vila i Casas, empresari, divulgador de la indústria farmacèutica i mecenes català (m. 2023).
- 1945 - Barcelona: Arcadi Oliveres i Boadella, economista i activista català (m. 2021).
- 1947 - Sudanell, Segrià: Assumpció Forcada, biòloga, poetessa i cantautora catalana.[7]
- 1948 - Barcelona: Rosa Maria Martín i Ros, historiadora de l'art, especialitzada en l'estudi del teixit, el brodat i els ornaments litúrgics medievals.[8]
- 1961 - Barcelona: Laura del Sol, actriu catalana.[9]
- 1962 - València: Manuel Cervera Taulet, metge i polític valencià, de conseller Sanitat de la Generalitat Valenciana (2007-2011).
- 1964 - Girona: Gerard Quintana i Rodeja, cantant de pop rock, primer al grup Sopa de Cabra i després en solitari.
- 1965 - Còrdova: Maria Rosa Nogué i Almirall, escriptora catalana.[10]

Resta del món
- 1380 - Medina del Campo, Regne de Castella: Ferran I, monarca de la Corona d'Aragó.
- 1602 - Milà, Itàlia: Chiara Margarita Cozzolani, compositora, cantant i monja benedictina (m. ca. 1676).[11]
- 1635 - Niort: Madame de Maintenon, educadora, salonnière i, secretament, la darrera esposa del rei Lluís XIV de França (m. 1719).[12]
- 1701 - Uppsala, Suècia: Anders Celsius, físic i astrònom suec que dona nom a l'escala centígrada de temperatures que ell va proposar (m. 1744).
- 1798 - Graaff-Reinet, Colònia del Cap: Andries Pretorius, líder dels bòers que contribuí decisivament a la creació de la República de Transvaal, així com de l'efímera República del Natal a l'actual Sud-àfrica (m. 1853).
- 1857 - Londres, Anglaterra: Charles Scott Sherrington, neuròleg anglès, Premi Nobel de Medicina o Fisiologia de 1932 (m. 1952).
- 1870 - Hämeenkoski, Finlàndia: Juho Kusti Paasikivi, advocat, polític i professor finlandès, que fou President de Finlàndia entre 1946 i 1956. (m. 1956).[13]
- 1874 - Motal, Imperi Rus: Chaim Weizmann, líder sionista, President de l'Organització Sionista Mundial, i el primer President d'Israel (m. 1952).
- 1891 - Madrid, Espanya: Pedro Salinas Serrano, poeta de la Generació del 27 (m. 1951).
- 1898 - Salamanca, Espanya: José María Gil-Robles y Quiñones, polític i advocat espanyol (m. 1980).
- 1903 - Oslo, Noruega: Lars Onsager, químic, Premi Nobel de Química de l'any 1968 (m. 1976).
- 1907 - Madrid: Irene Lewy Rodríguez –Irene Falcón–, periodista i secretària personal de Dolores Ibárruri (m. 1999).[14]
- 1911 - Intramuros, Manila: Fe del Mundo, pediatra filipina, fundadora del primer hospital pediàtric de les Filipines (m. 2011).[15]
- 1921 - Uhrovec, Txecoslovàquia: Alexander Dubček, polític eslovac, que intentà reformar el règim comunista durant la Primavera de Praga (m. 1992).
- 1924 - Conjoux, a prop de Ciney, Bèlgica: Gaston Compère, escriptor, filòleg, poeta i dramaturg.
- 1940 - San Francisco, Califòrnia, EUA: Bruce Lee, actor de cinema i expert en arts marcials estatunidenc d'origen xinès.
- 1942 - Seattle, Washington: Jimi Hendrix, guitarrista nord-americà.
- 1951 - San Carlos, Califòrnia, Kathryn Bigelow, directora i productora de cinema i televisió, i guionista estatunidenca.[16]
- 1955 - Sant Sebastià: Miren Azkarate Villar, política, catedràtica de Filologia Basca, professora universitària i euskaltzaina, Consellera de Cultura del Govern Basc i portaveu del Govern.
- 1957 - Nova York: Caroline Kennedy, advocadessa, diplomàtica, escriptora i periodista.
- 1959 - Jukovski, Unió soviètica: Viktória Múl·lova, violinista russa.
- 1960 - Dnipropetrovsk, Ucraïna Soviètica: Iúlia Timoixenko, política ucraïnesa, en dues ocasions primera ministra d'Ucraïna.[17]
- 1965 - Saint-Rémy (Saona i Loira): Rachida Dati, política francesa que ha estat alcaldessa, eurodiputada i ministra.[18]
- 1967 - Sant Sebastià: Elena Odriozola, il·lustradora basca, de projecció internacional, àmpliament premiada.[19]
- 1979 - Lexington, Virginia, Estats Units: Hilary Hahn, violinista nord-americana, guanyadora de dos premis Grammy.
- 1985 - Sevilla, Isabel Franco Carmona, política espanyola, diputada per Huelva al Congrés durant la XI i XII legislatura.[20]

## Necrològiques
Països Catalans
- 1747 - Palma: Guillem Mesquida i Munar, pintor mallorquí, representant del tenebrisme amb els seus efectes de llum d'estil barroc (n. 1675).
- 1849 - Onda (la Plana Baixa): Joaquim Oliet i Cruella, pintor valencià del neoclàssic (n. 1775).
- 1900 - Barcelona: Francesc Soler i Rovirosa, pintor i escenògraf, considerat el màxim representant de l'escenografia realista a Catalunya (n. 1836).
- 1922 - Barcelona: Domenec Ceret i Vilà, actor i director de cinema català.
- 1945 - Barcelona Josep Maria Sert i Badia, pintor i decorador català (n. 1874).
- 1972 - València: Joan Pere Segura de Lago, arquitecte valencià.
- 1983 - Madrid: Rosa Sabater i Parera, pianista i pedagoga catalana (n. 1927).[21]
- 1988 - Barcelona: Carme Carbonell, actriu catalana de teatre i cinema (n. 1900).[22]
- 2022 - Londres: Francesc Vendrell i Vendrell, diplomàtic català (n. 1940).

Resta del món
- 8 aC - Roma, Imperi Romà: Horaci, poeta llatí.
- 450 - Roma: Gal·la Placídia, princesa romana, que visqué un temps a Barcelona.[23]
- 1811 - Xixón (Astúries): Gaspar Melchor de Jovellanos, polític i escriptor il·lustrat asturià (n. 1744).
- 1852 - Londres (Anglaterra): Ada Lovelace, matemàtica anglesa, primera programadora en la història dels computadors (n. 1815).[24]
- 1884 - Viena: Fanny Elssler, ballarina austríaca (n.1810).[25]
- 1887 - Florència: Marianna Barbieri-Nini, comtessa Nini, soprano italiana de mitjan segle xix.
- 1895 - Marly-le-Roi (França): Alexandre Dumas (fill), novel·lista i dramaturg francès (n. 1824).
- 1953 - Boston, Massachusetts (EUA): Eugene O'Neill, escriptor estatunidenc, Premi Nobel de Literatura de 1936 (n. 1888).
- 1955 - París, França: Arthur Honegger, compositor franco-suís (n. 1892).[26]
- 1955 - Zúric, Suïssa: Emma Jung, psicoterapeuta i escriptora suïssa.[27]
- 1976 - New Smyrna Beach: Sarah Stewart, viròloga mexicano-estatunidenca pionera en la recerca dels Polyomavirus (n. 1905).[28]
- 1978 - San Francisco, Califòrnia (EUA): Harvey Milk, polític dels Estats Units i el primer home obertament gai a ser triat per exercir un càrrec públic a Califòrnia (n. 1930).
- 1989 - Madrid (Espanya): Carlos Arias Navarro, polític espanyol, president d'Espanya entre 1973 i 1976 (n. 1908).[13]
- 1991 - Praga: Vilém Flusser, filòsof.
- 1998 - Madrid: Gloria Fuertes, escriptora espanyola, que destacà sobretot en el camp de la poesia.[29]
- 2010 - Los Angeles, Califòrnia (EUA): Irvin Kershner, director de cinema americà que va dirigir Star Wars Episodi V: L'Imperi Contraataca (n. 1923).
- 2014 - Oxford (Anglaterra): P. D. James, escriptora anglesa de novel·la detectivesca (n. 1920).[30]
- 2020 - Absard (Iran)ː Mohsen Fakhrizadeh, físic. Pare del programa nuclear iranià.[31]

## Festes i commemoracions
- El 27 de novembre és el dia de la festa de la Mare de Déu de la  Medalla Miraculosa.
- També és el «dia del mestre» a Espanya i a altres països (la UNESCO en promou la celebració el 5 d'octubre).[32] El «dia del mestre» també es va celebrar a Catalunya durant molts anys.[33]
- Santoral:
  - sants Barlaam i Josafat, personatges llegendaris;
  - Facund i Primitiu de Lleó, màrtirs;
  - Gulstà de Rhuys, monjo;
  - serventa de Déu Arcàngela Badosa i Cuatrecasas, religiosa.